# Эпаминонд
Эпамино́нд (ок. 410 до н. э. / 418 до н. э. , Фивы — 362 до н. э., Мантинея) — военный и политический деятель Древней Греции, глава Фив и Беотийского союза, внёсший большой вклад в развитие военного искусства (военного дела).
Эпаминонд был выходцем из старинного фиванского рода, получил образование под руководством философа-пифагорейца Лисида из Тарента. В 379 году до н. э. группа фиванцев во главе с другом и соратником Эпаминонда Пелопидом совершила демократический переворот, а спартанцы, в 382 году до н. э. оккупировавшие Кадмею (городскую крепость), были изгнаны из Фив. В период совместного правления Эпаминонда и Пелопида Фивы достигли наивысшего расцвета за всю свою историю.
Во время Беотийской войны (378—362 годы до н. э.) Фивы смогли создать сильную антиспартанскую коалицию. В 371 до н. э. Эпаминонд был впервые избран беотархом и главнокомандующим фиванской армией. В битве при Левктрах, применив новую тактику, одержал победу над спартанцами, которые до того времени считались непобедимыми в сухопутном бою. Битва при Левктрах изменила стратегическое положение в Греции, подорвав спартанское военное доминирование.
После этой битвы войско во главе с Эпаминондом совершило три похода в Пелопоннес (370 год до н. э., 369 год до н. э., 367 год до н. э.). Эти походы нанесли сокрушительный удар по могуществу Спарты и привели к распаду Пелопоннесского союза, — от него отделилась Аркадия. По инициативе Эпаминонда, в Аркадии был основан город Мегалополь, а также возвращена независимость Мессении, порабощённой спартанцами в VII веке до н. э. Впервые в истории неприятельские войска вторглись в самое сердце спартанского государства — долину реки Эврот.
Под руководством Эпаминонда Фивы вступают в соперничество с Афинами за господство на море. Фиванский флот захватил острова Хиос, Родос и город Византий (364 год до н. э.) — стратегические позиции на внутригреческих торговых коммуникациях. Морская и сухопутная мощь Фив сплотила против них коалицию Спарты, Афин и Сиракуз.
Вторжение фиванской армии в Лаконию закончилось неудачей — попытка захвата Спарты в 362 году до н. э. сорвалась, и Эпаминонд вынужден был принять сражение у Мантинеи. В этой битве им вновь была применена тактика «косого порядка», однако, когда фиванцы уже почти одолели неприятеля, Эпаминонд был смертельно ранен, и его войска отступили. После смерти Эпаминонда Фивы уже не могли претендовать на гегемонию над всей Грецией, перейдя к локальной гегемонии в Средней Греции.

## Происхождение и молодость

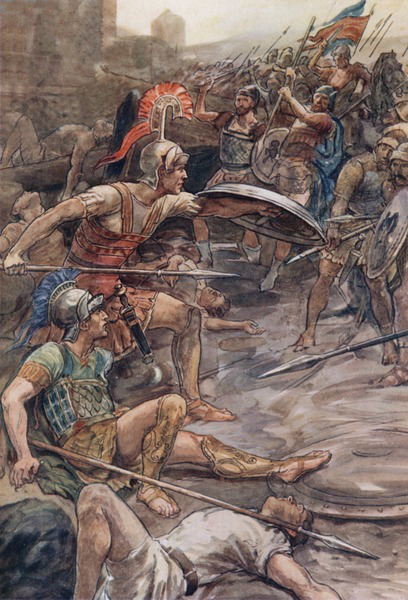
Эпаминонд защищает Пелопида. Иллюстрация У. Рэйни из «Сравнительных жизнеописаний для мальчиков и девочек» (1910)

Эпаминонд родился около 410 года до н. э., однако эта датировка предположительна. Его отца звали Полимнидом, а имя его матери неизвестно. Он был выходцем из старинного фиванского рода, который вёл своё происхождение от одного из «кадмовых спартов», соратников царя Кадма, основателя Фив, прибывшего из Финикии. Его семья жила небогато, но в то же время вполне себя обеспечивала. Впрочем, бедность Эпаминонда, вошедшая в легенду у античных авторов, означает прежде всего отсутствие показной роскоши. Аристократические семьи Эллады вели натуральное хозяйство и вполне могли обеспечить себя всем необходимым, а отец военачальника Полимнид взял на содержание философа-пифагорейца Лисида (Лисиса), который и дал Эпаминонду блестящее образование.
«Воспитан он был превосходнее любого фиванца: играть на кифаре и петь под струны обучил его Дионисий — музыкант, прославленный не менее, чем Дамон или Лампр, чьи имена известны всему свету; игре на флейте он учился у Олимпиодора, танцам — у Каллифрона. Философию же преподавал ему Лисис из Тарента, пифагореец, к которому юноша привязался настолько, что ни с кем из своих сверстников не был так дружен, как с этим угрюмым и суровым стариком; отпустил он его от себя лишь после того, как далеко опередил в науке всех своих однокашников, ясно обнаружив, что так же будет превосходить всех и в прочих занятиях»
В физических упражнениях, обязательных для греческих юношей, он стремился развить в себе не столько силу, сколько ловкость, понимая, что сила нужна атлетам, а ловкость — воинам. В 385 году до н. э. он находился в составе вспомогательного войска, отправленного на помощь Спарте, воевавшей с Мантинеей. С этой битвы началась дружба Эпаминонда и Пелопида — последний был тяжело ранен, но Эпаминонд до конца защищал его от нападавших, сам получил несколько серьёзных ран, и сумел продержаться до подхода подмоги.

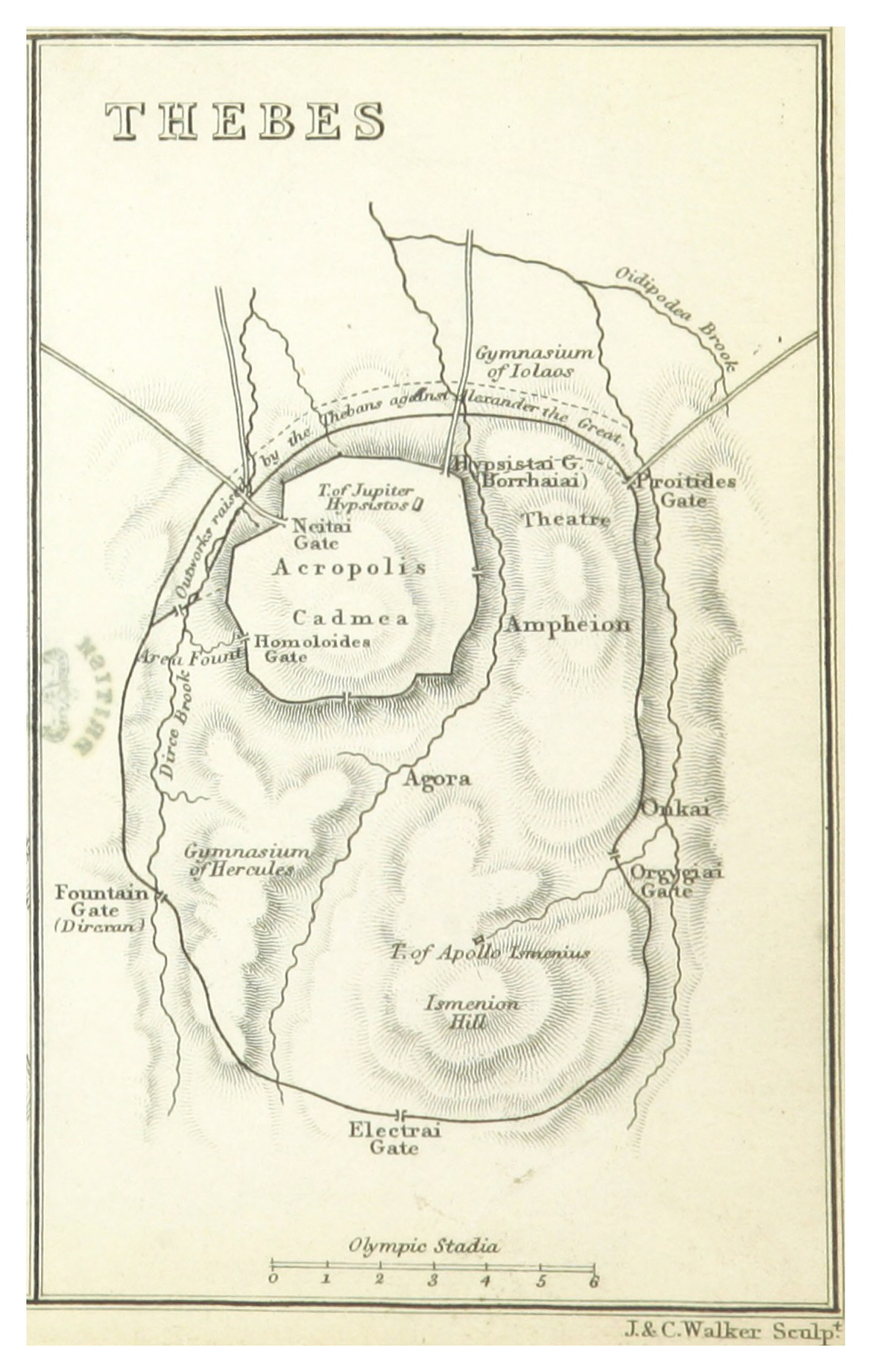
План древних Фив

В 382 году до н. э., когда спартанская армия под командованием Фебида проходила через Беотию, в Фивах шла политическая борьба между сторонниками демократии и олигархами. Вождь олигархической партии Леонтиад попросил Фебида занять Кадмею (крепость в Фивах), надеясь с его помощью стать главным человеком в Фивах. Фебид согласился, и Кадмея была захвачена. Таким образом спартанцы подчинили себе Фивы. В тот поериод, после победы в Пелопоннесской и Коринфской войнах, Спарта опиралась в полисах, оказавшихся от неё в зависимости, на подконтрольные ей олигархические правительства, как это случилось и здесь. 
В ходе этих событий Пелопид и некоторые другие сторонники демократии были вынуждены бежать, а в Эпаминонде члены олигархического правительства не видели для себя опасности, так как считали, что изгнанник целиком предаётся философии и интеллектуальным занятиям. Тем не менее, во время олигархического режима он подталкивал фиванских юношей в палестре вызывать на бой спартанцев, чтобы показать своим молодым согражданам, что не нужно бояться на поле битвы тех, кого уже удалось одолеть в рукопашной борьбе.
В 379 году до н. э. группа фиванцев во главе с другом и соратником Эпаминонда Пелопидом совершила демократический переворот. Олигархи были свергнуты, власть в руки взяло народное собрание. В период борьбы Пелопида за свержение олигархии Эпаминонд оставался дома, не желая ни защищать дурных правителей, ни обагрять руки кровью сограждан — он считал любые внутриполисные конфликты безнравственными в принципе. Но как только фиванцы столкнулись непосредственно со спартанским гарнизоном, Эпаминонд встал в ряды сражавшихся, чтобы защитить родной полис от захватчиков. Осаждённые спартанцы были вынуждены вывести своей гарнизон и покинуть Беотию. 

## Начало политической деятельности. Беотийская война
После свержения олигархии Эпаминонд занял лидирующее положение в полисе, которое сохранял до конца жизни. Российский историк И. Е. Суриков сравнивает его положение с тем, что занимал в Афинах Перикл — они оба были лидерами своих полисов благодаря личному авторитету, будучи ежегодно переизбираемы гражданами на высокие должности. Впрочем, первое прямое указание на занятие им должности беотарха относится к 371 году до н. э. Это дало возможность некоторым исследователям сделать вывод о том, что до этого года Эпаминонд не играл значительной роли в политической жизни Фив. Вероятно, в этот период Эпаминонд осуществлял общее руководство политической жизнью и внешней политикой.
В эти годы по инициативе Эпаминонда была восстановлен Беотийский союз с преобладающим влиянием Фив. В Беотии создавалась сухопутная армия, могущая достойно сражаться со спартанцами. Возможно, Эпаминонду принадлежала идея создания «Священного отряда», элитного подразделения беотийской армии. Согласно Плутарху, создал этот отряд другой соратник Эпаминонда, Горгид, а впоследствии усовершенствовал Пелопид.

Карта Беотии

Узнав об изгнании спартанского гарнизона из Кадмеи, в Спарте решили послать против фиванцев армию во главе с царём Клеомбротом I. Ему было приказано обеспечить независимость беотийских городов от Фив. Начиная с 378 года до н. э. спартанцы совершили несколько походов в Беотию, которые не принесли серьёзных успехов. Фиванские же воины в стычках со спартанцами набирались опыта.
Поддерживающие фиванцев афиняне испугались и расторгли союз с Фивами. Тогда фиванцы подкупили спартанского военачальника Сфодрия, находившегося в Беотии, чтобы тот вторгся в Аттику. Сфодрий попытался совершить ночное нападение на Пирей, но дошёл только до Элевсина. Не успев напасть ночью, Сфодрий отступил, а по пути сжёг несколько сельских жилищ. Возмущённые афиняне пожаловались на него в Спарту, но с помощью спартанского царя Агесилая Сфодрий был оправдан.
После этого афиняне возобновили союз с Фивами и создали второй Афинский морской союз. В него также вошли Родос, Лесбос, Эвбея, северные и южные Спорадские острова.
В 375 году до н. э. фиванцы перешли в контрнаступление на беотийские города, находившиеся под властью Спарты, захватили их и полностью возродили Беотийский союз. В ходе этих кампаний произошла битва при Тегирах, в которой фиванцы под командованием Пелопида одержали значительную победу над спартанцами. В результате фиванцы освободили все беотийские города от спартанцев, кроме Орхомена.
Видя, что все прочие пресмыкаются перед Агесилаем, он один решился выступить с откровенной речью, в которой говорил не только об интересах фиванцев, но и об общем благе всей Греции. Он указал, что война увеличивает могущество Спарты, отчего все остальные терпят ущерб, что мир должен быть основан на началах всеобщего равенства и справедливости, что он будет прочным лишь в том случае, если все будут между собой равны. Агесилай, замечая, что Эпаминонд пользуется вниманием и горячими симпатиями присутствующих греков, задал ему вопрос: «Считаешь ли ты правильным с точки зрения всеобщего равенства и справедливости, чтобы беотийские города пользовались независимостью?»... Эпаминонд в свою очередь спросил его, предоставят ли спартанцы независимость жителям Лаконии. Агесилай был возмущен и охотно ухватился за удобный предлог для того, чтобы немедленно вычеркнуть фиванцев из списка заключивших мирный договор и объявить им войну. Всем прочим грекам он предложил, заключив мир, разойтись по домам; дела, поддающиеся мирному решению, он советовал разрешить мирным путем, а не поддающиеся – войной, так как очень трудно было найти путь к уничтожению всех разногласий.
В 371 году до н. э. Эпаминонд был впервые избран беотархом. В том же году фиванцы взяли Платеи, что стало ещё одной причиной разрыва Афинами союза с Фивами, так как платейцы были в давней дружбе с афинянами. В Афинах было решено заключить мир со Спартой. В 371 году до н. э. в Спарту были направлены послы почти всех греческих государств для обсуждения условий Всеобщего мира. Фиванское посольство возглавлял Эпаминонд. Он выступил с критикой присутствовавшего на конгрессе спартанского царя Агесилая и указал, что мир должен быть на основах всеобщего равенства. Агесилай сказал, что в таком случае и беотийские города должны получить независимость. В ответ Эпаминонд потребовал независимости городов Лаконии, хотя уже много веков состояли в Спартанском государстве, в отличие от беотийских городов. Возмущённый Агесилай потребовал вычеркнуть фиванцев из списка заключивших договор. Ксенофонт в рассказе об этом конгрессе не упоминает об Эпаминонде, согласно ему, фиванские послы после заключения договора потребовали заменить в тексте слово «фиванцы» на «беотийцы», в чём Агесилай отказал.
Это стало причиной пятого вторжения спартанцев в Беотию. Спартанцы во главе с царём Клеомбротом (в Спарте всегда правили два царя) вторглись в Беотию с северо-запада, двинулись в Феспийскую область и расположились лагерем близ Левктр. Затем произошла битва, в которой фиванцы под командованием Эпаминонда одержали решительную победу над спартанцами. В бою Эпаминонд применил тактику «косого порядка», выдвинув левый фланг своей армии дальше центра и правого фланга. Кроме того, левый фланг был усилен отборными отрядами и поставлен против спартанского правого фланга. Спартанцы не выдержали мощного удара и отступили, царь Клеомброт был убит. Эта битва положила конец 300-летнему превосходству спартанской пехоты. Утверждалось, что битвы при Тегирах и Левктре были первыми задокументированными случаями, когда спартанцы бежали с поля боя, потерпев открытое и унизительное поражение, что подкосило веру в непобедимость их войска.

## Фиванская гегемония

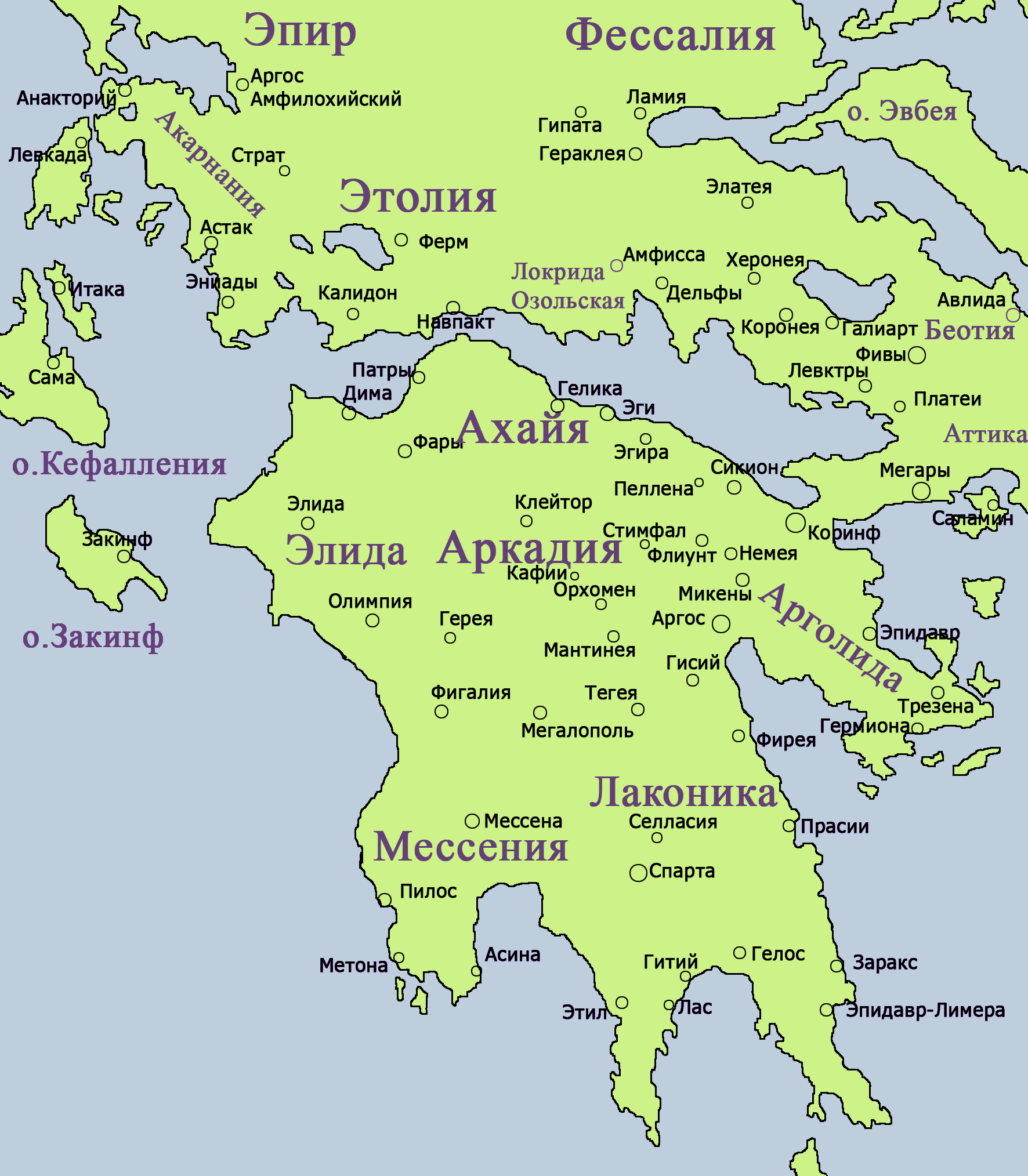
Материковая Греция в древности

Битва при Левктрах оказала значительное влияние на внутриполитическую обстановку в Греции. Спарта утратила гегемонию в Греции. Начался период гегемонии Фив, продолжавшийся 9 лет. В Беотийский союз вступили многие полисы Эвбеи, Фокиды, Этолии и других областей Средней Греции. На Пелопоннесе усилились антиспартанские настроения, а во многих городах к власти пришли демократические группировки.

### Первый поход фиванцев на Пелопоннес и суд над Эпаминондом
В том же году Эпаминонд и Пелопид пришли на помощь к аркадянам в Пелопоннес. К ним присоединились аркадяне, аргивяне и элейцы. Ксенофонт писал, что фиванцы не хотели вторгаться в Лаконию из-за её гористой местности и хорошей защищённости, но после уговоров союзников они согласились. Союзники вторглись в Лаконию в четырёх местах. Затем фиванцы и их союзники соединились в Селласии и медленно пошли дальше, грабя города и опустошая земли.
Союзники подошли к Спарте и заняли господствующие над городом высоты. Обороной Спарты руководил царь Агесилай. На помощь спартанцам пришли подкрепления, и Эпаминонд не стал атаковать Спарту. Двинувшись на юг, он достиг спартанской гавани Гифий. Затем беотийская армия повернула в Мессению. Там Эпаминонд провозгласил возрождение Мессенского государства и велел построить на склонах горы Итома столицу Мессении — Мессену. В результате Спарта потеряла треть своей территории.
После этого спартанцы попросили афинян о помощи. После совещания афиняне согласились и послали Ификрата с войском. Он занял Истм, пытаясь воспрепятствовать выходу беотийцев из Пелопоннеса. Но Эпаминонд смог нанести поражение афинянам и отступить в Беотию.
При этом ему пришлось пойти на нарушение фиванского закона, запрещавшего удерживать власть дольше положенного срока и ради продолжения войны со Спартой уговорил своих товарищей, в том числе Пелопида, продлить свои полномочия на четыре месяца. Позже, привлечённый к суду Эпаминонд не стал отрицать вину и сказал, что готов к смертной казни, но, по словам Плутарха, добавил: «Если вы меня казните, то на могильной плите напишите ваш приговор, чтобы эллины знали: это против воли фиванцев Эпаминонд заставил их выжечь Лаконику, 500 лет никем не жжённую, отстроить Мессену, 230 лет как разрушенную, собрать и объединить Аркадию, а для всех эллинов добиться независимости, ибо всё это было сделано именно в этом походе». Признав правоту Эпаминонда, фиванцы сняли с него обвинение. Хронология этих событий не совсем ясна. Античные историки относят суд над Эпаминондом к тому походу в Пелопоннес, в котором штурмовалась Спарта. Обычно считают, что нападение на Спарту было во время первой кампании. Однако известно, что Эпаминонд, не успевший вернуться в Фивы до выборов беотарха, сражался в следующем году в качестве рядового гоплита. В то же время, в 369 году до н. э. произошёл второй поход на Пелопоннес. Историк И. Е. Суриков предполагает, что попытка взятия Спарты была во время второго похода, а сведения из источников можно интерпретировать по-другому.

### Второй поход фиванцев на Пелопоннес
В конце лета 369 года до н. э. в Афины прибыли спартанские послы с целью заключить союз. После обсуждения на Народном собрании союз был заключён.
Афиняне и пелопоннесцы решили занять Онейские горы, чтобы воспрепятствовать вторжению фиванцев в Пелопоннес. Однако фиванцы напали ночью на спартанцев и разбили их. Затем они соединились с аркадянами, аргивянами и элейцами и напали на Сикион и Пеллену и опустошили Эпидавр. Также они попытались взять Флиунт, но потерпели поражение под Коринфом. После этого произошла стычка с пришедшей на помощь спартанцам армией сиракузян, и фиванцы отступили в Беотию. Там Эпаминонд был привлечён к суду за поражение при Коринфе и выведен из коллегии беотархов.

### Поход в Фессалию

Древняя Греция в классическую эпоху

В 370 году до н. э. в результате заговора был убит правитель (тагос) Фессалии Ясон Ферский. После его смерти правителями стали братья Ясона Полидор и ихгнанник. Вскоре Полидор был убит, как предполагает Ксенофонт, своим братом Полифроном, а затем сын Полидора Александр отомстил за отца. Став в 369 году до н. э. царём Фер, Александр проявил себя жестоким тираном и ввёл режим террора. Начав завоевание Фессалии, он натолкнулся на сопротивление некоторых фессалийских городов во главе с Лариссой, которые попросили фиванцев о помощи. Александр же обратился к Афинам и обещанием экономических выгод добился их поддержки. Фиванцы отправили в Фессалию армию во главе с Пелопидом. Он освободил Лариссу и вынудил Александра уйти в изгнание.
Однако Александр вернулся и вновь стал проводить политику террора. Фессалийцы опять отправили послов в Фивы. Пелопид думал решить этот вопрос дипломатическим путём, и потому он вместе с беотархом Исмением отправился в Фессалию как посол, без войска. Но Александр арестовал их и посадил в тюрьму.
В ответ фиванцы осенью 368 года до н. э. отправили армию в Фессалию. Но военачальники этой армии не достигли успеха и отступили. Возможно, в этом походе участвовал Эпаминонд в качестве рядового гоплита. Согласно Непоту, когда фиванцы были окружены врагом в теснине, Эпаминонду пришлось по просьбе военачальников взять на себя командование.
После неудачного похода фиванцы отправили весной 367 года до н. э. против Александра Эпаминонда. Он действовал аккуратно, ставя главной целью спасение Пелопида. В своём походе он избрал неторопливую стратегию, в то же время не упуская инициативы в руки Александра Ферского. В результате ферский тиран отправил к Эпаминонду послов с извинениями. Эпаминонду удалось освободить Пелопида и Исмения, после чего он заключил перемирие и отступил в Беотию.

### Третий поход фиванцев на Пелопоннес

Греческие союзы к 362 году до н. э.

Желая склонить на свою сторону ахейцев, до этого бывших нейтральными, Эпаминонд предпринял в 367 году до н. э. поход в Ахайю. Аргосское войско по его просьбе заняло Оней, победив стоящих там спартанцев и афинян. Фиванцы беспрепятственно перешли Онейские горы и вторглись в Ахайю. Эпаминонд заставил ахейцев вступить в союз с ним, но олигархию в ахейских городах оставил. Когда Эпаминонд уже отступил из Ахайи, аркадяне попросили его послать гармостов (наместников) в ахейские города. Гармосты с помощью народа установили демократию и изгнали олигархов. Но изгнанники собрали войско, овладели своими городами и вновь установили олигархическое правление, но теперь они уже явно были на стороне Спарты.

### Морской поход Эпаминонда
В 364 году до н. э., во время перерыва в войне Фив и Спарты, Эпаминонд решил подорвать афинское морское могущество и уговорил членов Народного собрания беотийцев потратить деньги на строительство флота. Было построено 100 триер, которые положили начало фиванскому флоту. На них фиванцы во главе с Эпаминондом вышли в Эгейское море, склонили к дружбе Хиос и Родос, а затем подчинили Византий. Это было сильным ударом по хлебному снабжению Афин и привело к непримиримой вражде Афин и Фив.

### Четвёртый поход фиванцев на Пелопоннес и смерть Эпаминонда

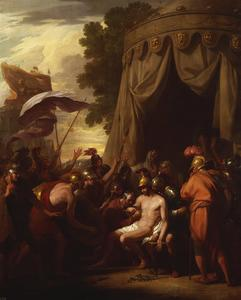
Бенджамин Уэст. «Смерть Эпаминонда»

В 362 году до н. э. к власти в Мантинее пришли аристократы, которые заявили, что фиванцы действуют только в целях ослабления всего Пелопоннеса, отделились от Аркадского союза и обратились за помощью к Спарте и Афинам.
Во время этих переговоров Эпаминонд собрал армию и двинулся в поход на Пелопоннес. Он остановился у Немеи, надеясь перехватить афинский отряд, направлявшийся к Мантинее, но, к его вящему сожалению, афиняне решили отправиться морем. Тогда он отправился в Аркадию и расположился в Тегее. Он узнал, что его противники находятся в Мантинее и Пеллене и решил обойти их и напасть на Спарту. Город обороняло очень мало войск, но тем не менее спартанцы победили. Эпаминонд отступил к Мантинее, где 27 июня или 3 июля состоялось последнее сражение войны. В этой битве им вновь была применена тактика «косого порядка», однако, когда фиванцы уже почти одолели неприятеля, Эпаминонд был смертельно ранен и его войска отступили. В итоге сражение не принесло заметного преимущества ни одной из сторон, а сам Эпаминонд пал на поле боя. Эта битва стала одной из самых упорных и кровопролитных в истории Древней Греции. Согласно Плутарху:
В последней битве, раненный и вынесенный с поля, он позвал Даифанта, потом Иолаида, но ему сказали, что они убиты; тогда он велел заключить с неприятелем мир, потому что больше в Фивах полководцев нет. И слова его подтвердились — так хорошо он знал своих сограждан.

## Личность

### Характер и философские взгляды

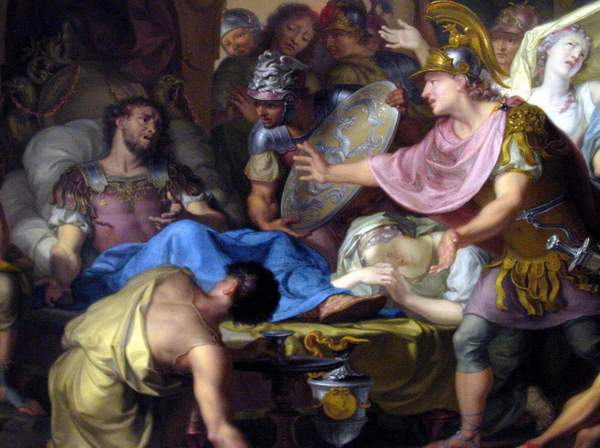
Исаак Вальварен. «Смерть Эпаминонда»

Историки описывают Эпаминонда как одного из самых достойных исторических деятелей античности. Он предстаёт философом и аскетом, дипломатом и военачальником, который отдаёт свои силы и военные таланты служению отечеству — Фивам.
Семья Эпаминонда принадлежала к кругу старой фиванской аристократии, к одному из пяти родов «кадмовых спартов». На щите великого военачальника, водружённом над его могилой, было изображение дракона — родовая эмблема спарта.
Эпаминонд никогда не был богат, до конца своих дней придерживался самого простого образа жизни. Был воздержан в еде и не имел жены, согласно принципам пифагорейской философии, усвоенной им в юности. По преданию, когда плащ Эпаминонда чистили или стирали, хозяин сидел дома, не имея другого для выхода на улицу.
Отличительными чертами характера Эпаминонда были доброжелательность, терпение, скромность, а также правдивость — он отказывался лгать даже в шуточном разговоре. Будучи бедным, использовал свои дружеские связи для того, чтобы помогать в складчину попавшим в беду людям. Эпаминонд был чрезвычайно находчив в делах и словах; предания сохранили немало его остроумных выражений и поступков. Предмет его преимущественного интереса составляли интеллектуальные беседы и военное дело.
Как человек и политик Эпаминонд заслужил симпатии своим милосердием даже к поверженным врагам. Павсаний сообщает, что вопреки фиванскому обычаю казнить перебежчиков, Эпаминонд отпустил беотийских беглецов, захваченных близ Сикиона (второй поход фиванцев в Пелопоннес в 369 году до н. э.). По свидетельству Диодора, Эпаминонд не согласился на предложение добить спартанский отряд, разбитый под Коринфом. Известно, что он воспрепятствовал наказанию орхоменцев, завоёванных после битвы при Левктрах и скорбел о расправе, учинённой над Орхоменом в 364 году до н. э. в его отсутствие. Диодор Сицилийский передаёт изречение Эпаминонда: «Кто ищет гегемонии в Греции, тот должен с помощью человечного обращения удерживать то, что добыто отвагой».
Будучи сторонником демократического управления, по сути Эпаминонд был приверженцем аристократической демократии, считая, что власть в государстве должна принадлежать наиболее мудрым и лучшим гражданам.

### Личная жизнь

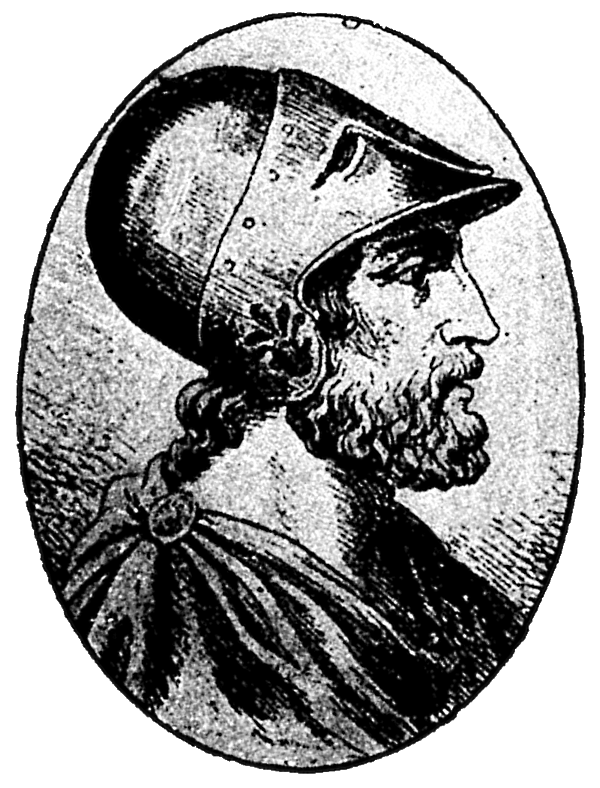
Эпаминонд. Иллюстрация из «Nordisk familjebok» (1920)

Согласно античным авторам, Эпаминонд не был женат. В связи с этим соотечественники его критиковали, на что он отвечал, что победа при Левктрах является его дочерью.
Исключительная преданность Эпаминонда в дружбе с другими мужчинами, в особенности с Пелопидом, не является свидетельством его безнравственности в понимании греков той эпохи. В Беотии и Спарте культ воинской любви-дружбы имел широкое распространение — влюблённый воин считался непобедимым, особенно если сражался бок о бок с любимым. «Священный отряд» фиванцев состоял из 150 пар, связавших себя узами преданности и потому бившихся друг за друга с исключительной отвагой. Так, в битве при Херонее, положившей конец независимости Греции, «Священный отряд» пал в полном составе, вызвав восхищение Филиппа Македонского своей доблестью. Дружбу Эпаминонда и Пелопида скрепило сражение при Мантинее в 389 до н. э., в котором фиванцы в качестве союзников Спарты выступили против афинян. Пелопид был тяжело ранен, но Эпаминонд до конца защищал друга от нападавших, сам получил несколько серьёзных ран, и сумел продержаться до подхода подмоги. Также среди возлюбленных фиванского полководца Эпаминонда известны Микит, Асопих и погибший при Мантинее Кафисодор.

### Полководческий талант

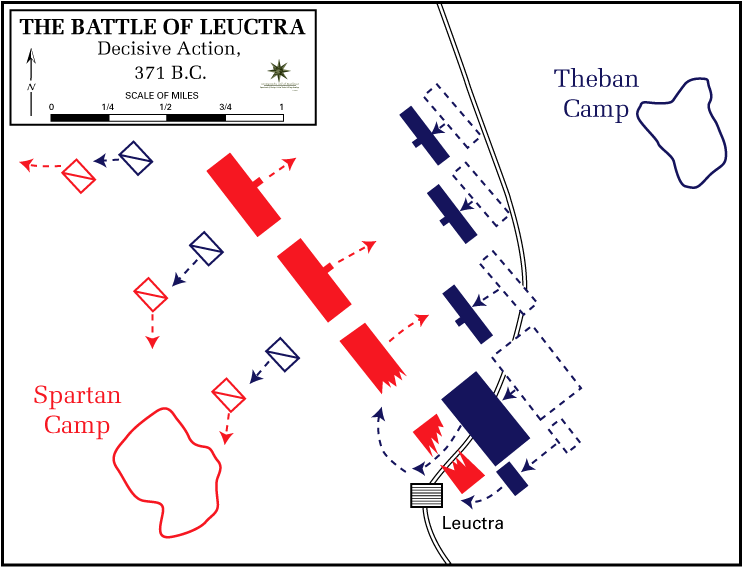
Карта второго этапа битвы при Левктрах

Впервые славу Эпаминонду-полководцу принесла битва со спартанцами при Левктрах. В ходе этого сражения, впервые в истории войн, была применена тактика концентрации сил на направлении главного удара. До сих пор сохраняет значение оценка военного искусства Эпаминонда, данная Энгельсом в статье «Пехота»: «Эпаминонд первый открыл великий тактический принцип, который вплоть до наших дней решает почти все регулярные сражения: неравномерное распределение войск по фронту в целях сосредоточения сил для главного удара на решающем пункте».
Эпаминонд отказался от равномерного построения фаланги, которая столетиями была незыблемым принципом греческого военного искусства. Выставив фалангу незначительной глубины против пелопоннесских союзников Спарты, он сформировал колонну глубиной в 50 шеренг непосредственно против спартанских воинов во главе с царём Клеомбротом. Колонна такой плотности прорвала спартанскую фалангу. А удар 300 отборных воинов, «Священного отряда» фиванцев во главе с Пелопидом, не позволил спартанцам охватить колонны Эпаминонда с флангов.
В результате Клеомброт погиб, его войско было дезорганизовано и разбито, а спартанцы потеряли более 1000 человек убитыми. Причём основные потери пришлись не на союзников, а на самих лакедемонян, то есть, граждан Спарты, бывших наиболее подготовленными воинами во всей Греции. Тем самым Эпаминонд нанёс Спарте не столько количественный, сколько качественный удар — спартанская гегемония в Греции закончилась.
Впервые в практике греческого военного искусства Эпаминонд сделал важным фактором сражения конницу. В битве при Левктрах фиванская кавалерия опрокинула конницу спартанцев и вынудила её отступить, смешав ряды своей фаланги, тем самым были созданы благоприятные условия для атаки фиванцев. В битве при Мантинее фиванская конница, во взаимодействии с легковооружёнными воинами, разгромила спартанскую, а затем нанесла удар во фланг и тыл спартанской фаланге. Так Эпаминонд воспользовался стратегическим преимуществом, предоставленным ему географией Беотии — там и в соседней Фессалии были обширные равнины и пастбища для разведения лошадей, что способствовало созданию кавалерии.
Преемником Эпаминонда в усовершенствовании военного искусства был царь Филипп II Македонский. В качестве заложника он жил в Фивах и внимательно изучал наследие Эпаминонда-полководца, применив его основные принципы для разработки собственной военной стратегии и тактики. Усвоенные Филиппом уроки стоили Греции её независимости. Однако затем усовершенствованная тактика Эпаминонда помогла сыну Филиппа II Александру Македонскому наголову разбить старинных врагов Эллады — персов и захватить большую часть известного грекам мира.
В новой истории войн наиболее последовательным подражателем Эпаминонда был Фридрих Великий, в битве при Лейтене (1757 год), разгромивший австрийцев при помощи внезапной концентрации войск на левом фланге противника после демонстративной атаки на правый фланг.

### Исследования
- Видаль-Накэ П., Левек П. Эпаминонд-пифагореец, или Проблема правого и левого фланга. // Видаль-Накэ П. Чёрный охотник. Формы мышления и формы общества в греческом мире. М., 2001. С.91-112.
- Обнорский Н. П. Эпаминонд // Энциклопедический словарь Брокгауза и Ефрона : в 86 т. (82 т. и 4 доп.). — СПб., 1890—1907.
- Суриков И. Е. Античная Греция: политики в контексте эпохи. На пороге нового мира. — М.: Русский Фонд Содействия Образованию и Науке, 2015. — 392 с. — ISBN 978-5-91244-140-0.
- Bose Partha Sarathi. Introduction // Alexander the Great's Art of Strategy. — Gotham, 2004. — ISBN 1-59240-053-1.
- Cawkwell, George. Epaminondas and Thebes (неопр.) // The Classical Quarterly, New Series. — 1972. — November (т. 22, № 2). — С. 254—278. — JSTOR 638208.
- Fine, John V.A.[исп.]. The Ancient Greeks: A Critical History (англ.). — Harvard University Press, 1983. — ISBN 0-385-72059-9.
- Hornblower, Simon. Leuctra to Mantineia and the Revolt of the Satraps // The Greek world, 479–323 BC (англ.). — Taylor & Francis, 2006. — ISBN 0-416-75000-1.
- Seager, Robin. The Corinthian War // The Cambridge Ancient History: the Fourth Century BC (англ.) / Edwards, I.E.S.[англ.]; Lewis, D.M.; Boardman, John; Gadd, Cyril John; Geoffrey, Nicholas; Hammond, Lemprière[англ.]. — Cambridge University Press, 2000. — ISBN 0-521-23348-8.
- Seager, Robin. The King's Peace and the Second Athenian Confederacy // The Cambridge Ancient History: the Fourth Century BC (англ.) / Edwards, I.E.S.; Lewis, D.M.; Boardman, John; Gadd, Cyril John; Geoffrey, Nicholas; Hammond, Lemprière. — Cambridge University Press, 2000. — ISBN 0-521-23348-8.
- Sealey, Raphael. The Decline of the Spartan Hegemony // A History of the Greek City States, Ca. 700–338 BC (англ.). — University of California Press, 1976. — ISBN 0-520-03177-6.
- Tritle, Lawrence A. Thebes and Central Greece // The Greek World in the Fourth Century (англ.). — Routledge, 1997. — ISBN 0-415-10582-X.